# عثمان أكتشوكراكلي
عثمان نوري أسان أوغلو أكتشوكراكلي (15 يناير [بالتقويم القديم: 3 يناير] 1879 - أبريل 1938) (بالتركية: Osman Nuri Akçokraklı)‏ كان كاتبا وصحفيا ومؤرخا وإثنوغرافيا ومعلما وعالم آثار من تتار القرم.

## النشأة
وُلد عثمان نوري أسان أوغلو أكتشوكراكلي في مدينة باختشيساراي لعائلة خطاط بالخط العربي في 15 يناير 1879. تلقى تعليمه الابتدائي في مدرسة زينجيرلي، قبل أن يدرس لاحقًا في صالة داود باشا للألعاب الرياضية في إسطنبول من عام 1894 إلى عام 1896. في عام 1908، انتقل إلى القاهرة وبدأ في تلقي دروس خاصة في تاريخ الشرق والأدب العربي وعلم الآثار من جامعة الأزهر. عندما كان يُسأل عن الجامعات التي درس بها، كان يشير بشكل متواضع إلى مؤهلاته التعليمية على أنها تعليم ثانوي غير مكتمل. لكن هذا لم يمنع الجامعات من توظيفه. 

## حياته المهنية
بدأ أكتشوكراكلي مسيرته المهنية في سانت بطرسبرغ، حيث قام بتدريس فن الخط في كلية الدراسات الشرقية بجامعة سانت بطرسبرغ. كما شارك في زخرفة المساجد في جميع أنحاء باختشيساراي وسانت بطرسبرغ بالزخارف والآيات القرآنية. من عام 1896 إلى عام 1900، عمل أيضًا كقارئ مصحح ومصفف حروف في دار نشر إلياس بوراغانسكي، مُعّلمه. تم تكليف أكتشوكراكلي في وقت لاحق بترجمة الأعمال الأدبية الروسية إلى لغة تتار القرم، من بينها قصص إيفان كريلوف.
من عام 1901 إلى عام 1905، خدم أكتشوكراكلي في الجيش الإمبراطوري الروسي. منذ عام 1906، عمل في العديد من الصحف والمجلات التتارية، من بينها (Ulfet) في سانت بطرسبرغ و(Shura) في أورينبورغ.
مثل العديد من مثقفي تتار القرم، استوحى أكتشوكراكلي الإلهام من إسماعيل غسبرينسكي، وعمل في مكتب تحرير صحيفته ترجمان مرتين، في عام 1906 ومن عام 1910 إلى عام 1916. في صحيفة ترجمان، جمع أكتشوكراكلي مهاراته الصحفية مع المعرفة من تعليمه في مدرسة زينجيرلي. شارك أيضًا في الحياة المحلية في باختشيساراي، حيث عمل كأحد مديري "جمعية الائتمان المتبادل" في المدينة، وباعتباره أمين صندوق جمعية مكتبة باختشيساراي. من عام 1913 إلى عام 1916، درس أيضًا فن الخط الروسي في معهد أ. كوسودو في أوديسا. في وقت لاحق، في عام 1921، سيتم إنشاء متحف منزل إسماعيل غسبرينسكي بناءً على طلب منه، في المنزل الذي طُبعت فيه صحيفة ترجمان.
في عام 1917، تم انتخاب أكتشوكراكلي كعضو في كورولتاي في جمهورية القرم الشعبية. قام بتدريس الخط التركي والشرقي، وفولكلور تتار القرم، إضافة إلى إثنوغرافيا تتار القرم في جامعة تافريسكي الوطنية ومعهد تتار القرم التربوي. كما حاضر أحيانًا في جامعات كييف وخاركيف. في هذا الوقت، أصبح صديقًا لبافلو تيشينا وأغافانغل كريمسكي. كما كان السكرتير الأكاديمي لمتحف - محمية باختشيساراي التاريخي والثقافي والأثري في قصر باختشيساراي.
في عام 1923، تم انتخاب أكتشوكراكلي كعضو في جمعية توريدا للتاريخ والآثار والاثنوغرافيا. من عام 1930 إلى عام 1931، شغل منصب سكرتيرها، حيث كان آخر من شغل هذا الدور قبل حل المنظمة. في عام 1925، إلى جانب حسين بودانينسكي، اكتشف أكتشوكراكلي مخطوطة من القرن السابع عشر (دستان) لجان محمد أفندي في قرية كابسيخور (الآن مورسك)، وهو عمل أسطوري ضائع في ذلك الوقت ليكون من بين أفضل الأعمال الأدبية لتتار القرم. قام بجمع ووصف حوالي 400 من أختام تمغة لتتار القرم، ودرس العديد من النقوش الكتابية في شبه جزيرة القرم التي يعود تاريخها إلى العصور الوسطى. في عام 1926، حضر المؤتمر التركي الأول لعموم الاتحاد في باكو.

## موته
في أوائل الثلاثينيات من القرن الماضي، بدأت السلطات السوفيتية في اضطهاد أكتشوكراكلي بتهمة "القومية"، مما أدى إلى طرده من معهد تتار القرم التربوي في عام 1934. بعد إقالته، درّس الجغرافيا لبعض الوقت في مدرسة كمسمول قبل أن ينتقل للعيش مع أخته في باكو. ومع ذلك، فإن الفترة التي قضاها في باكو لن تدوم طويلاً؛ ففي 5 أبريل 1937، ألقي القبض عليه من قبل المفوضية الشعبية للشؤون الداخلية ووجهت إليه تهمة "المشاركة في منظمة قومية معادية للثورة" (يُشار إليها باسم حزب تتار القرم ميلي فرقا [الإنجليزية])، فضلاً عن التجسس. ومَثُل أمام محاكمة صورية أجرتها الكلية العسكرية للمحكمة العليا للاتحاد السوفيتي [الإنجليزية] في 17 أبريل 1938، أدين وحُكم عليه بالإعدام، وأُطلق عليه الرصاص في نفس اليوم.